# Куршский вымпел

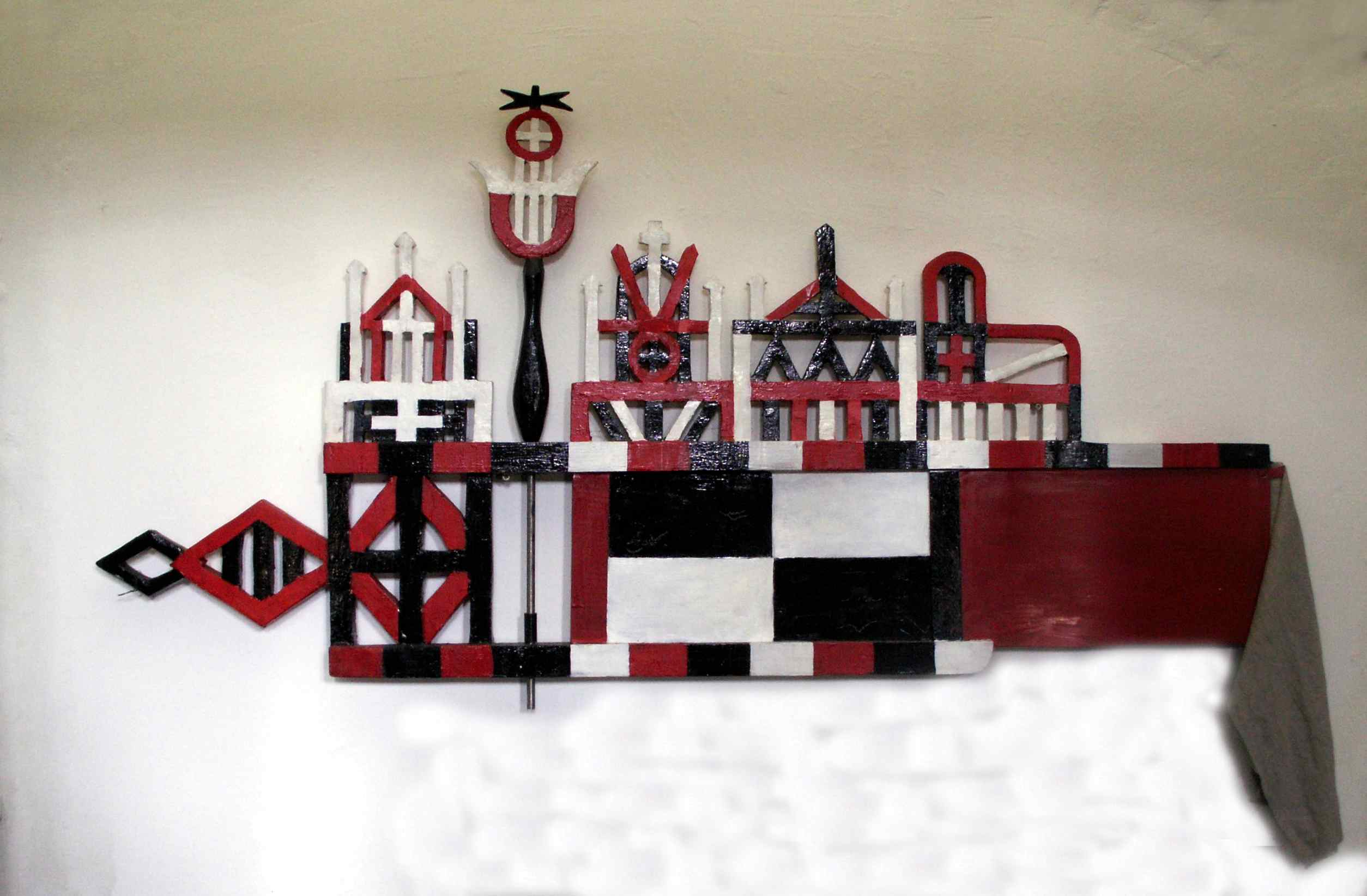
Вымпел Ниды

Куршский вымпел (нем. Kurenwimpel) — разновидность флюгеров, которые рыбаки на Куршском заливе устанавливали на мачты рыбацких лодок — куренасов с целью украшения, а также для обозначения принадлежности лодки к тому или иному рыбацкому поселению.

## История
Рыбная ловля в Балтийском море никак не регулировалась почти до XX века, однако в богатом рыбой Куршском заливе, с постепенным развитием рыбацких поселений, надзор за рыболовством был начат довольно рано. О регулировании местного рыболовства известно с XIV века: в частности, действовал запрет на ловлю во время нереста, а также запрет на ловлю орудиями, вредящими рыбе (браконьерство). Однако требования правил часто игнорировались.

В Пруссии 26 июня 1844 г. был издан приказ «О надлежащем порядке ведения рыбной ловли». Эту дату можно считать днем рождения флюгеров на парусных лодках Куршского залива. Для каждой деревни была разработана отдельная маркировка, чтобы инспектор мог легко определить на расстоянии, к какой деревне принадлежит лодка. Для каждой деревни в бассейне Куршского залива был указан район разрешённого рыболовства. Каждый рыбак на мачте своего судна должен был поставить отметку длиной минимум 2 фута и шириной минимум 1 фут. Цвета знаков и сочетания цветов определялись отдельно для каждого населенного пункта, и к концу знака должен был быть прикреплен красно-белый тканевый хвост той же длины и ширины, что и жестяной знак. Цвета были выбраны контрастными, чтобы знак был виден издалека. Западный берег залива (Куршская коса), а также район Клайпеды, получил черный и белый цвета, южный берег (ныне побережье залива относится к Зеленоградскому району, а также Гурьевскому и частично Полесскому районам Калининградской области) получил желтый и синий цвета, а восточный берег материка (нынешний Шилутский район, а также побережья частично Полесского и Славского районов Калининградской области) — красный и белый. 

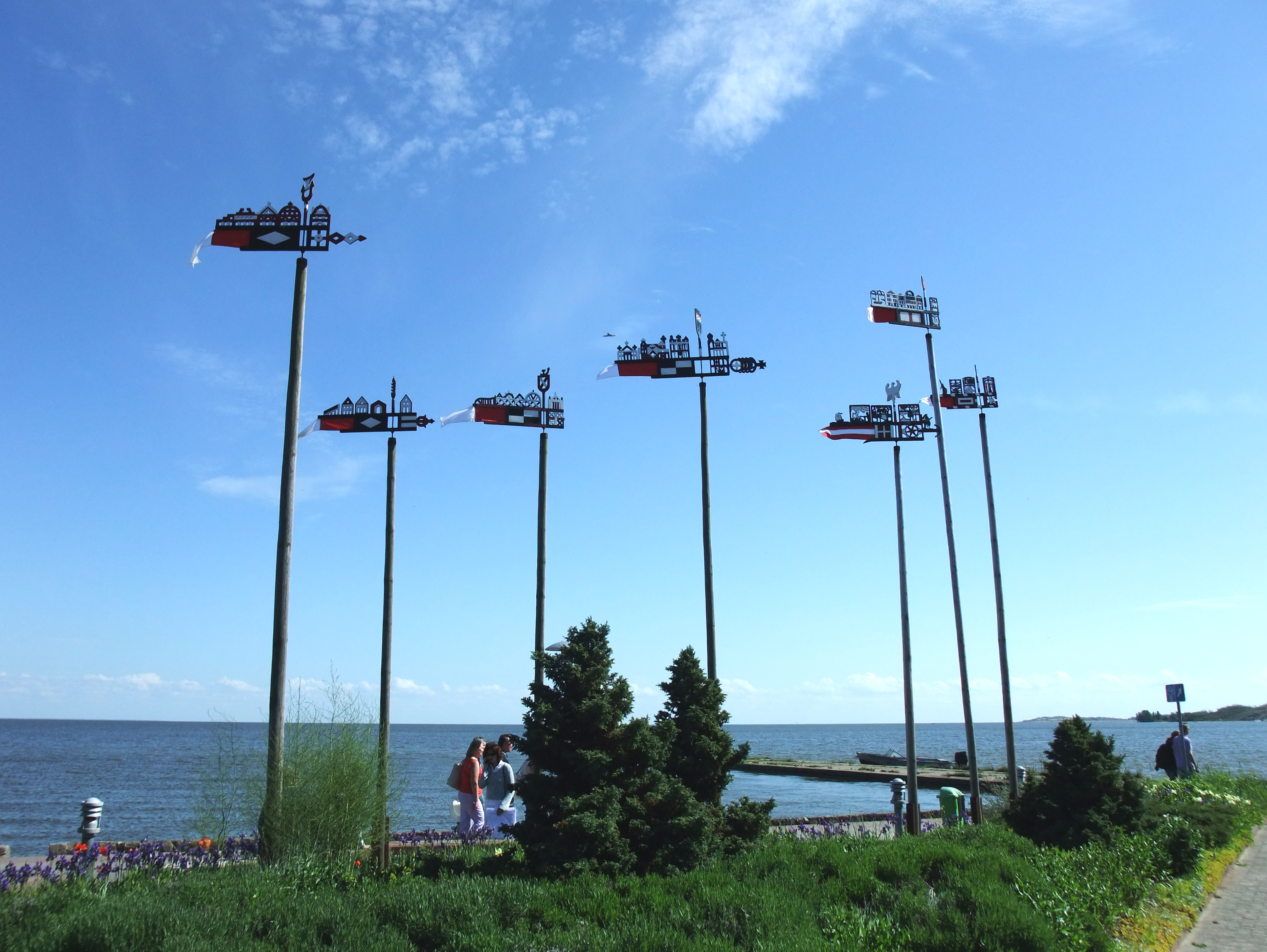
Флюгеры поселков в Ниде

Рыбакам это нововведение не понравилось, так как возможностей для нарушения правил ведения рыбной ловли стало меньше. Со временем рыбаки начали совершенствовать «гербы» на мачтах, так как обыкновенная доска или жестянка наверху выглядели скучно и некрасиво. Во время длительного плавания по заливу излюбленным занятием рыбаков, чтобы скоротать время, была резьба по дереву. Так появились уникальные сложные ажурные композиции на обрамлении флюгеров, характерные только для флюгеров Куршского залива. Флюгеры вырезали из липовых или ольховых досочек, вымоченных в воде. Отверстия прожигались железным прутом, нагретым в лодке на огне. Особенно богато украшенные, даже с бахромой флюгеры использовали рыбаки с восточного берега Куршского залива. Иногда нижнюю часть хвоста подшивали деревянными шариками. Во времена Германской империи отдельные флюгеры использовались для маркировки судов, используемых уполномоченными короля, а также представителями религии. Позже стали особо маркировать суда бригадиров, мэров городов и природоохранных служб. В конце концов и каждый город обзавелся собственным флюгером.
Точно объяснить значение каждого символа флюгера очень сложно. Это была работа воображения рыбака, и часто только он один знал ее значение, так что можно выделить только их общие черты. Каждый флюгер был разделен на несколько частей, изображающих символы веры, семьи, богатства, труда. Ряд узких полос внизу говорит об удаче в рыбалке и больших уловах, и чем больше таких полос, тем выше улов.
Позже в изготовлении флюгеров символичность уходит, и на её место приходит романтика. Становится меньше стилизованных элементов, но становится больше конкретных силуэтов домов, церквей, зверей, кораблей, людей. Верхняя часть флюгера — это обращение к высшим силам природы, просьба о лучшем улове, попутном ветре. Иногда вырезался своеобразный фамильный герб с изображением членов семьи, птиц, кораблей. Подветренная часть флюгера изображает смену времён года, дня, а также выражение того, о чём мечтает владелец лодки, или гордости за что-либо. К примеру, если у рыбака была хорошая и большая лодка или дом, он обязательно изобразил бы их перед флюгером. Если дом был изображен очень нарядным и большим, с множеством окон и комнат, это не обязательно значит, что в таком месте жил рыбак, возможно, он просто мечтал о таком. В подветренной части часто изображали виды на сельскую местность. В силуэтах резных фигур люди хотели видеть образы родной деревни. Так что церковь и мельница украшали корабли только в деревнях, где эти постройки находились. Лось символизировал лесной массив, поэтому их так много на флюгерах, принадлежащих рыбакам с берега Куршской Косы. Всадник с трубой символизировал почтовый тракт. Считается, что расположение этих знаков позволяло точно сказать, где проживал судовладелец.
Летом цвета флюгера почти полностью выгорали на солнце, поэтому флюгеры приходилось постоянно перекрашивать и ремонтировать. Самые первые флюгеры не красили, а только покрывали слоем смолы, чтобы сделать их более устойчивыми к дождю и холоду. Потом флюгеры начали раскрашивать. Поскольку флюгеры были уникальной, индивидуальной работой рыбака, цвета были выбраны в соответствии с возможностями и вкусом. Жители побережья умели делать ярко-голубые масляные краски, используемые в домашнем хозяйстве. Эти краски были сделаны из голубого ила, добытого на заливе. Его сушили, измельчали, смешивали с рыбьим жиром и получали краску для окраски флюгеров. В начале рыболовного сезона рыбаки, выводя лодки в залив, ставили на мачты новые или наново покрашенные флюгеры. Это стало своего рода соревнованием, которое способствовало тому, что флюгеры становились всё более красивыми и сложными в оформлении.
В конце XIX века инспекторы рыболовства пытались запретить такое украшение флюгеров, потому что то, ради чего флюгеры создавались (для указания на местность происхождения лодки) стало плохо различимым. Но рыбаки ослушались. Новая традиция прочно укоренилась. Однако с 1877 г. на Куршской косе введена дополнительная маркировка рыбацких лодок. Первые три буквы места жительства судовладельца и номера разрешения на рыбную ловлю должны быть написаны на бортах каждой яхты. Кроме того, таким же образом должны были быть помечены паруса лодок. В конце концов, оформление флюгеров потеряло свое значение для надзора за рыболовством, и установка флюгеров осталась лишь в качестве традиции.
Подобные флюгеры для маркировки лодок использовались в Венеции. Однако там они были вертикальными и обозначали причал, к которому пришвартовалась лодка. Их использование началось, когда было решено, что все лодки должны быть черными. Кроме того, корабли также маркировали китайцы, только эти символы указывали, по какому озеру корабль может плыть.

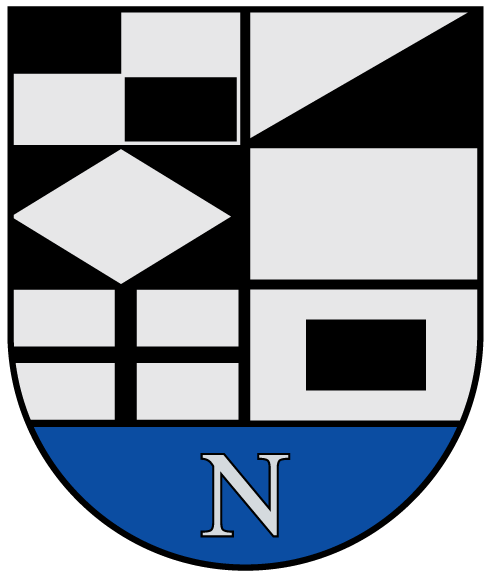
Герб Неринги образца 1997 года (от левого нижнего вверх по часовой стрелке: Юодкранте, Пурвине, Нида, Прейла, Карвайчяй и Пярвалка)

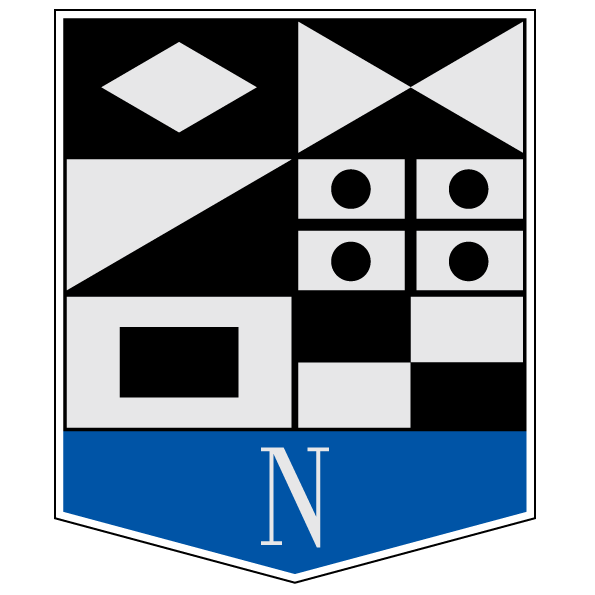
Герб Неринги образца 1968 года (от левого нижнего вверх по часовой стрелке: Пярвалка, Прейла, Пурвине, Пилькопа (п.Морское), Юодкранте (с дополнениями в виде черных кружков), Нида)

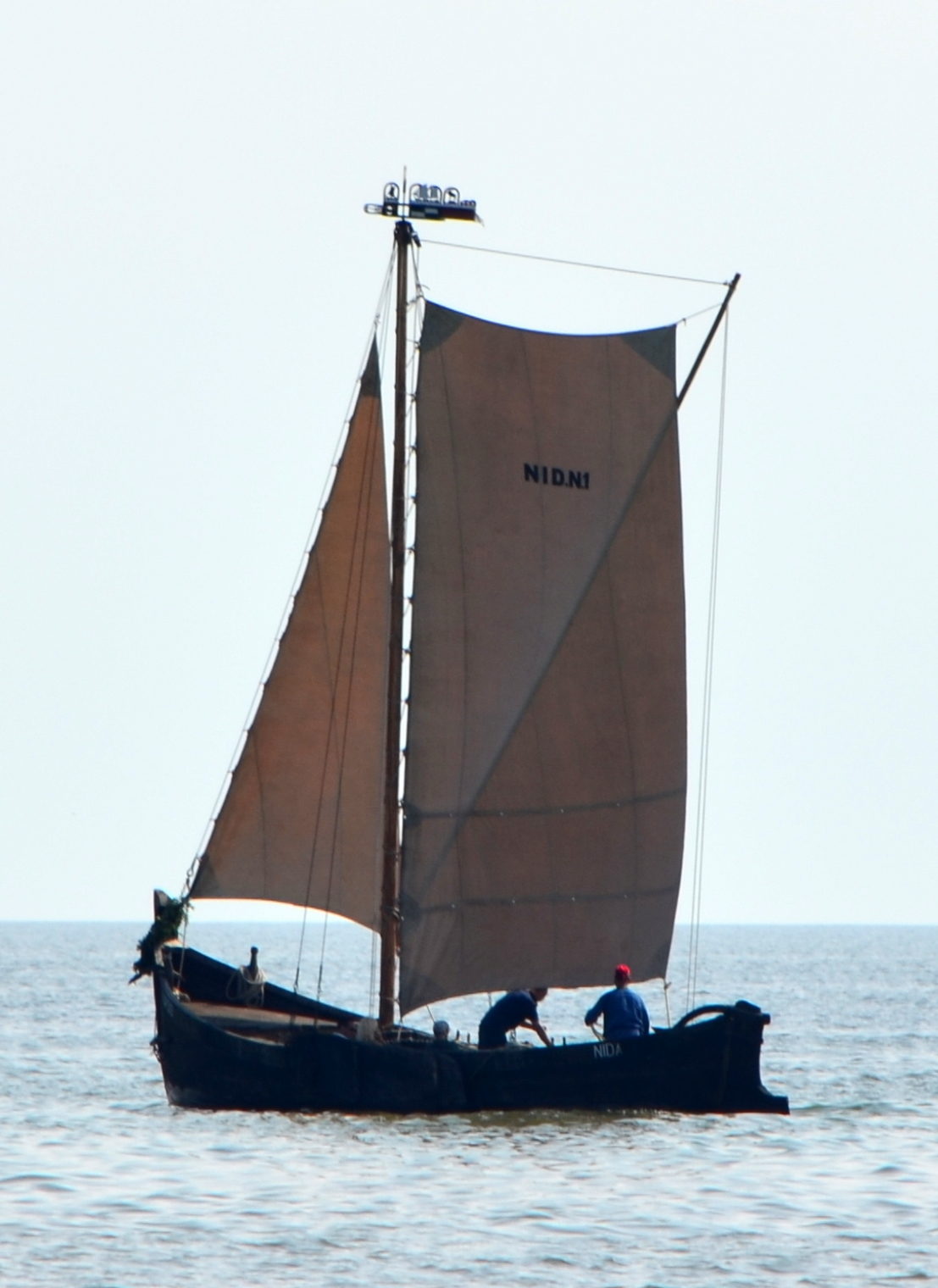
Куренас с флюгером

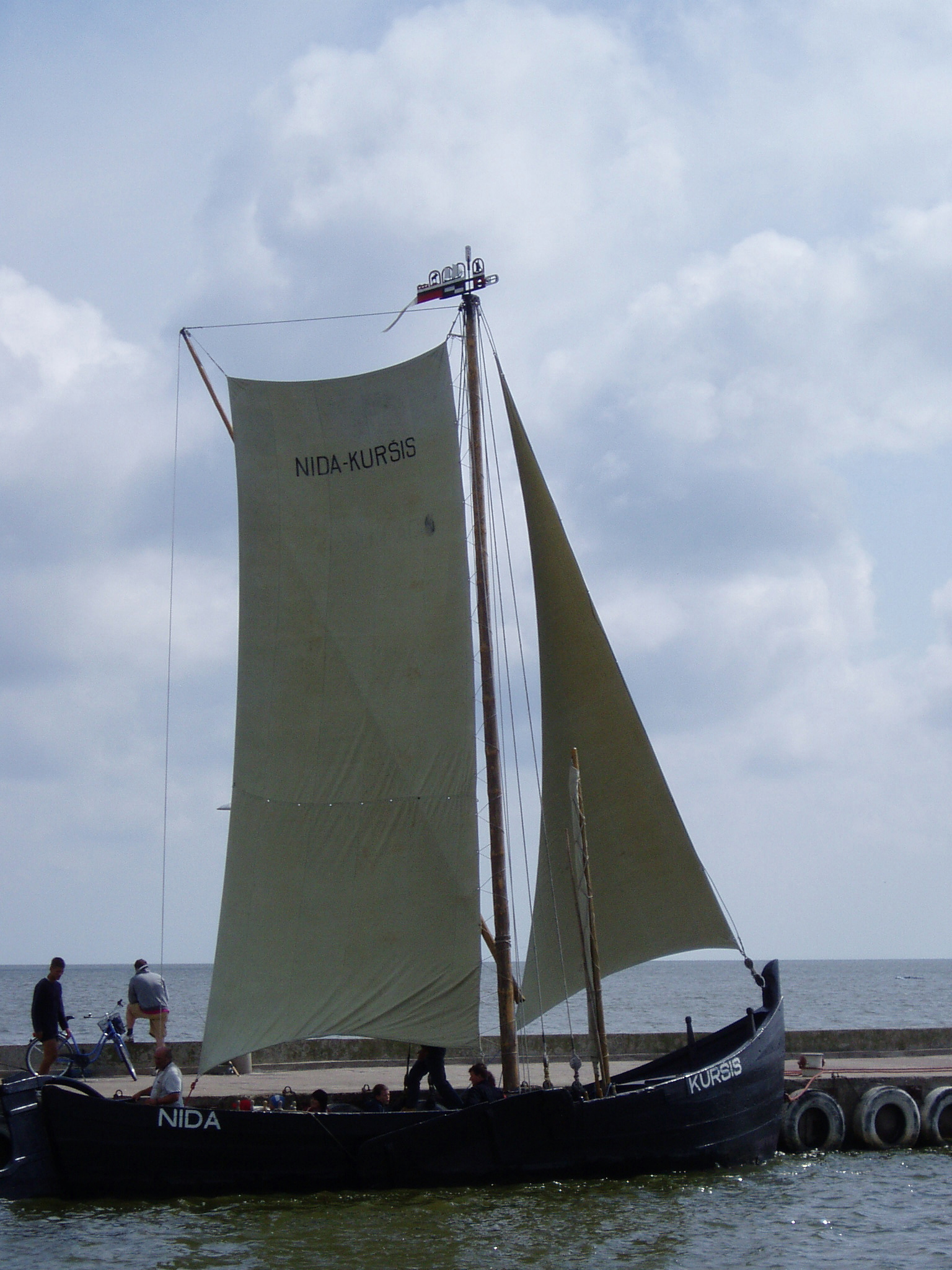

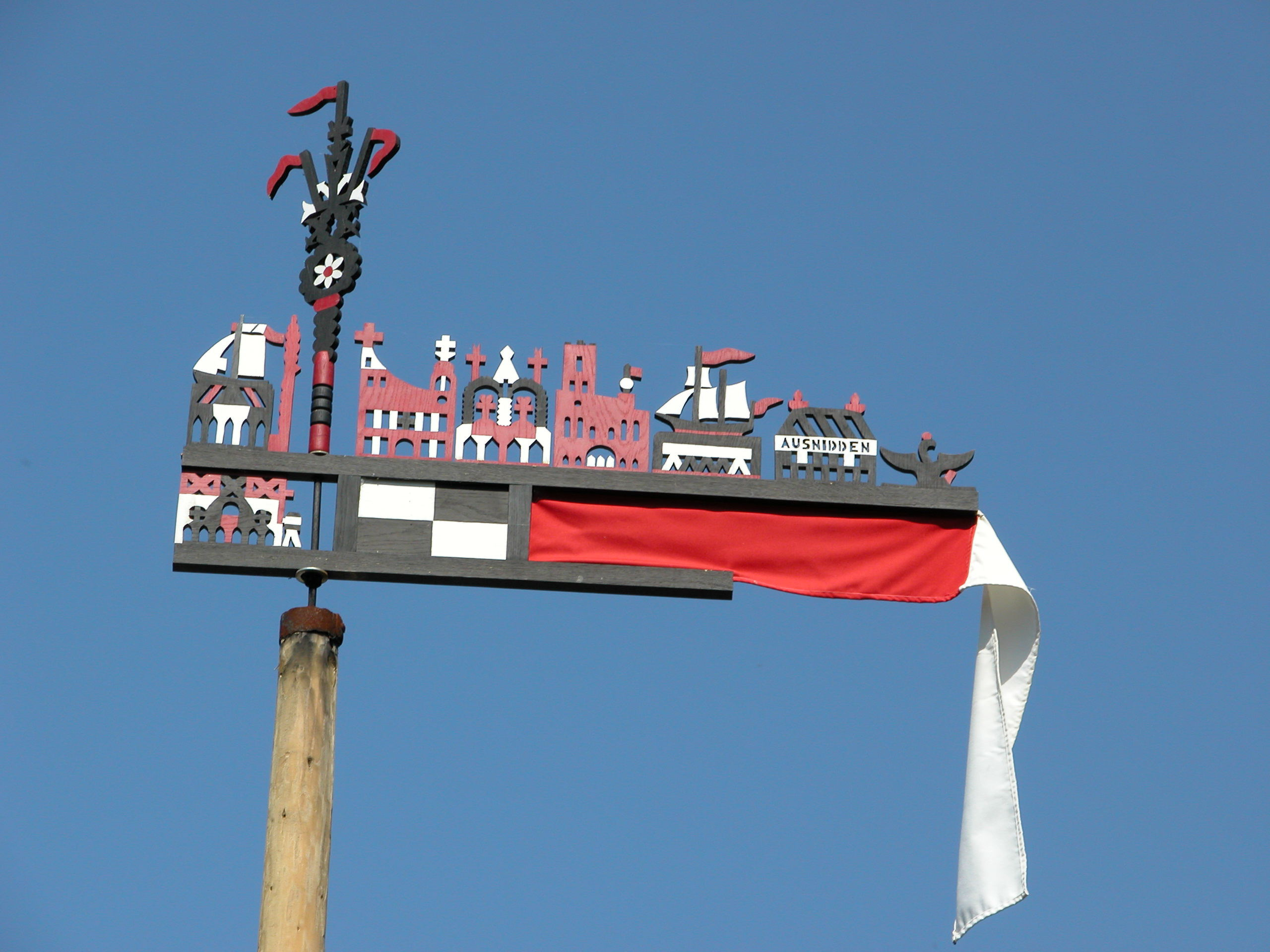
Вымпел Ниды (2004)

## Цвета флюгеров
Ниже приведены описания форм и цветов флюгеров по населённым пунктам, расположенным по берегу Куршского залива. Населённые пункты, расположенные на Куршской косе, использовали в оформлении своих флюгеров белый и чёрный цвета. Населённые пункты, расположенные на южном берегу Куршского залива, использовали жёлтый и синий цвета. Населённые пункты, расположенные на восточном берегу Куршского залива, использовали красный и белый цвета.
| Немецкое название населённого пункта   | Литовское название населённого пункта (если имеется) | Русское название населённого пункта (если имеется) | Описание и/или изображение флюгера |
| -------------------------------------- | ---------------------------------------------------- | --- | --- |
| Memel                                  | Klaipėda                                             | Клайпеда | Чёрно-белый; разделён вертикальной линией пополам, слева чёрный, справа белый |
| Bommelsvitte                           | Bomelio Vitė                                         | | Чёрно-белый; разделён горизонтальной линией пополам, сверху чёрный, снизу белый |
| Amtsvitte                              | Vitė (Didžioji Vitė)                                 | | Чёрно-белый; на чёрном основании белый крест по центру |
| Süderspitze, Sandkrug                  | Kopgalis, Smiltynė                                   | Смильтине | Чёрно-белый; диагональ от нижнего левого к правому верхнему углу, левая верхняя часть чёрная, нижняя правая часть белая |
| Schwarzort                             | Juodkrantė                                           | Юодкранте | Чёрно-белый; на белом основании чёрный крест по центру |
| Perwelk, Negeln                        | Pervalka, Nagliai                                    | Пярвалка | Чёрно-белый; на белом основании маленький чёрный прямоугольник по центру |
| Preil, Karwaiten                       | Preila, Karvaičiai                                   | Прейла | Чёрно-белый; диагональ от нижнего левого к верхнему правому углу, левая верхняя часть белая, нижняя правая часть чёрная; Karvaičiai имела просто белый |
| Nidden                                 | Nida                                                 | Нида | Чёрно-белый; четыре прямоугольника, верхний левый и нижний правый - чёрные, нижний левый и верхний правый - белые |
| Purwin                                 | Purvynė                                              | | Чёрно-белый; на чёрном основании белый ромб по центру |
| Pillkoppen                             | Pilkopa                                              | Морское (Калининградская область) | Чёрно-белый; четыре треугольника, образованные диагоналями, слева и справа - белый треугольник, сверху и снизу - чёрный |
| Rossitten                              | Rasytė                                               | Рыбачий (Калининградская область) | Чёрно-белый; разделён горизонтальной линией пополам, сверху белый, снизу чёрный |
| Sarkau                                 | Šarkuva                                              | Лесной (Калининградская область) | Чёрно-белый; разделён вертикальной линией пополам, слева белый, справа чёрный |
| Cranzbeek, Cranzbeekinsel, Fischerbude |                                                      | | Жёлто-синий; четыре прямоугольника, левый нижний и правый верхний - жёлтые, правый нижний и левый верхний - синие |
| Bledau                                 | Bildava                                              | Сосновка (Зеленоградский район, Калининградская область) | Жёлто-синий; на синем основании большой жёлтый прямоугольник по центру |
| Pomehnen                               | Pamėliai                                             | ныне не существует, находился в районе п. Сосновка | Жёлто-синий; на синем основании жёлтый диагональный крест |
| Neufitte                               |                                                      | ныне не существует, находился в районе нынешнего п. Луговское Зеленоградского района Калининградской области | Жёлто-синий; на жёлтом фоне синий крест |
| Stombeck                               | Stambėkas                                            | находилось в районе п. Иркутское и п. Новосельское Зеленоградского района Калининградской области | Жёлто-синий; на синем фоне жёлтый крест |
| Schmiedehnen                           | Smidynai                                             | Киевское (Зеленоградский район, Калининградская область) | Жёлто-синий; четыре треугольника, образованные диагоналями, слева и справа - синий, сверху и снизу - жёлтый |
| Sudnicken                              | Sūdininkai                                           | Пирогово (Гурьевский р-н, Калининградская область) | Жёлто-синий; на жёлтом фоне синий ромб по центру |
| Schaaksvitte                           | Šaksvytė                                             | Каширское (Гурьевский р-н) | Жёлто-синий; на синем фоне жёлтый ромб по центру |
| Wesselhöfen                            | Veselhefenas                                         | Васильевское (Гурьевский р-н) | Жёлто-синий; на синем фоне по центру средних размеров жёлтый прямоугольник |
| Steinort                               |                                                      | находилось в районе п. Некрасово (Гурьевский р-н) | Жёлто-синий; поделён на три горизонтальных прямоугольника, верхний и нижний - жёлтые, а по центру синий |
| Konradsvitte                           | Konradsvitė                                          | находилось в районе п. Некрасово | Жёлто-синий; поделён на три горизонтальных прямоугольника, верхний и нижний - синие, а по центру жёлтый |
| Postnicken                             | Paustininkai                                         | Заливное (Гурьевский р-н) | Жёлто-синий; поделен горизонтальной линией пополам, сверху синий, снизу жёлтый |
| Willmans                               |                                                      | | Жёлто-синий; поделен на три вертикальных прямоугольника, слева и справа синий, по центру - жёлтый |
| Tactau, Kampken                        | Taktava, Kampkai                                     | Июльское (Полесский р-н Калининградской области), Ушаковка (там же) | Жёлто-синий; поделен на три вертикальных прямоугольника, слева и справа жёлтый, по центру - синий |
| Tactau                                 | Taktuva                                              | Тургенево (Полесский р-н) | Жёлто-синий; поделен вертикальной линией пополам, слева синий, справа жёлтый |
| Haffwinkel, Labagienen, Rinderort      | Labaginas                                            | Заливино (Полесский р-н) | Жёлто-синий; собственно Rinderort имел просто жёлтого цвета флюгер, без дополнительных рисунков, а флюгер Labagienen выглядел так: четыре прямоугольника, левый нижний и правый верхний синие, остальные - жёлтые |
| Deimemünde, Peldszen                   | Peledžiai                                            | в районе п. Подсобный (Полесский р-н) | Жёлто-синий; поделён вертикально пополам, левая часть жёлтая, правая часть - синяя, посередине находится прямоугольник, также поделённый вертикально пополам, левая его часть синяя, правая - жёлтая |
| Möwenort, Juwendt                      | Juventai                                             | Разино (Полесский р-н) | Красно-белый; на белом фоне диагональный красный крест |
| Heidendorf                             |                                                      | в районе п. Разино | Красно-белый; поделён на шесть прямоугольников, верхний левый, верхний правый и нижний по центру - красные, остальные белые |
| Groß Friedrichsgraben, Ludendorf       |                                                      | в районе п. Разино | Красно-белый; на красном фоне диагональный белый крест |
| Elchwerder, Nemonien                   | Nemunynas                                            | Головкино (Полесский р-н) | Красно-белый; на красном фоне белый крест по центру |
| Gilge                                  | Gilija                                               | Матросово (Полесский р-н) | Красно-белый; на белом фоне красный крест по центру |
| Tawe                                   | Tovė                                                 | в районе поселка Матросово (Полесский р-н) | Красно-белый; на красном фоне большой белый прямоугольник |
| Inse                                   | Insė                                                 | Причалы (Славский р-н) | Красно-белый; на белом фоне большой красный прямоугольник |
| Loye                                   |                                                      | севернее п. Причалы | Красно-белый; в красный прямоугольник помещён небольшой белый прямоугольник, в который в свою очередь помещён ещё маленький красный прямоугольник |
| Lökerort                               |                                                      | ныне не существует | Красно-белый; на белом фоне в правой и левой частях вертикальные красные прямоугольники |
| Karkeln                                | Karklė                                               | Мысовка (Славский р-н) | Красно-белый; на красном фоне в правой и левой частях вертикальные белые прямоугольники |
| Ackminge, Ibenwerder                   | Akmingė                                              | ныне не существует | Красно-белый; на красном фоне белый прямоугольник по центру |
| Skirwieth                              | Skirvytė                                             | располагалось на реке Северная в районе п. Ясное Славского района, на границе России и Литвы. Поселение делилось рекой на две части, одна из которых сейчас в Калининградской области, а другая в Литовской Республике | Красно-белый; на белом фоне красный прямоугольник по центру |
| Warruß                                 | Vorusnė                                              | | Красно-белый; поделён вертикально пополам, в левой половине на красном фоне белый равнобедренный треугольник с основанием, лежащим на линии, делящей флюгер пополам, и с вершиной, лежащей посередине левой стороны флюгера; в правой половине на белом фоне красный равнобедренный треугольник с основанием, лежащим на линии, делящей флюгер пополам, и с вершиной, лежащей посередине правой стороны флюгера |
| Pokallna                               | Pakalnė                                              | | Красно-белый; на белом фоне красный равнобедренный треугольник, имеющий основанием левую сторону флюгера с вершиной в середине правой части флюгера |
| Minge                                  | Mingė                                                | | Красно-белый; поделен диагональю пополам, слева красный, справа белый |
| Sturmen                                | Šturmai                                              | | Красно-белый; на белом фоне красная диагональная линия из левого нижнего угла в правый верхний |
| Blaszen                                | Bložiai                                              | | Красно-белый; на красном фоне в центре вписан белый ромб |
| Stankischken                           | Stankiškiai                                          | | Красно-белый; на белом фоне в центре вписан красный ромб |
| Feilenhof                              | Muižė                                                | | Красно-белый; на белом фоне красный равнобедренный треугольник с основанием, лежащим на нижней стороне флюгера, и с вершиной, лежащей посередине верхней стороны флюгера |
| Suwehnen                               | Suvernai                                             | | Красно-белый; четыре треугольника, образованные диагоналями, справа и слева красные, сверху и снизу белые |
| Paweln                                 | Povilai                                              | | Красно-белый; четыре треугольника, образованные диагоналями, справа и слева белые, сверху и снизу красные |
| Szauken                                | Žiaukai                                              | | Красно-белый; пять горизонтальных полос, сверху, по центру и внизу - красные, между ними - белые |
| Kinten, Beckern                        | Kintai, Beckern                                      | | Красно-белый; три горизонтальных полосы, сверху и снизу белые, посередине красная |
| Ogeln, Bliematzen                      | Uogaliai, Macblydžiai                                | | Красно-белый; три горизонтальных полосы, сверху и снизу красные, посередине белая |
| Kischken, Prätzmen                     | Kiškiai, Precmai                                     | | Красно-белый; две горизонтальных полосы, сверху красная, снизу белая |
| Gaitzen                                | Gaicai                                               | | Красно-белый; на белом фоне слева одна четвёртая часть красная |
| Schwenzeln                             | Svencelė                                             | | Красно-белый; три вертикальных прямоугольника, слева и справа красные, посередине белый |
| Drawöhnen                              | Dreverna                                             | | Красно-белый; три вертикальных прямоугольника, слева и справа белые, посередине красный |
| Klischen                               | Klišiai                                              | | Красно-белый; на белом фоне треть справа - красная |
| Schäferei                              | Lūžgaliai                                            | | Красно-белый; на красном фоне треть справа - белая |
| Starrischken                           | Stariškė                                             | | Красно-белый; одна четверть белая, другие три четверти красные с белыми линиями |
| Schmelz                                | Smeltė                                               | | Красно-белый; поделен вертикально пополам, левая сторона красная, правая сторона поделена горизонтально на три части, верхняя и нижняя - белые, посередине - красная |